# Whiteochloa cymbiformis
Whiteochloa cymbiformis là một loài thực vật có hoa trong họ Hòa thảo. Loài này được (Hughes) B.K.Simon miêu tả khoa học đầu tiên năm 1984.